# Snedfläckig strömvapenfluga
Snedfläckig strömvapenfluga (Oxycera meigenii) är en tvåvingeart som beskrevs av Rasmus Carl Staeger 1844. Snedfläckig strömvapenfluga ingår i släktet Oxycera och familjen vapenflugor. Enligt den svenska rödlistan är arten sårbar i Sverige. Arten förekommer i Götaland. Artens livsmiljö är våtmarker, sjöar och vattendrag, jordbrukslandskap. Inga underarter finns listade i Catalogue of Life.